# Jimmy Durante
Jimmy Durante, pseudonimo di James Francis Durante (New York, 10 febbraio 1893 – Santa Monica, 29 gennaio 1980), è stato un cantante, pianista, attore e personaggio televisivo statunitense.
Artista dello showbiz statunitense, particolarmente amato ed apprezzato per la sua simpatia, il suo nome è inserito fra quello delle celebrità della Hollywood Walk of Fame.

## Biografia
Ultimo dei quattro figli degli immigrati salernitani Bartolomeo Durante e Rosa Lentino, il padre era un barbiere, mentre la sorella della madre abitava insieme a loro. Maestro del vaudeville e del burlesque, interprete jazz, con la sua vis comica fu uno dei grandi mattatori dello spettacolo americano (in special modo quello televisivo) degli anni quaranta e cinquanta, distinguendosi per l'uso di un linguaggio infarcito da nonsense.

### Il celebre naso

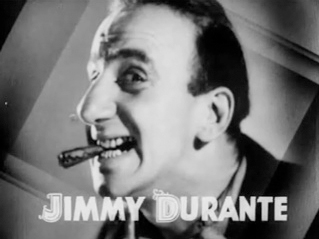
Jimmy Durante nel trailer di Broadway to Hollywood

Durante seppe sfruttare con autoironia le proprie fattezze, caratterizzate dalle voluminose proporzioni del naso, a cui diede il nomignolo di Schnozzola, italianizzazione di Schnoz, termine yiddish per "naso". Oltre all'indiscussa bravura di comedian, l'autoironia gli consentì di raggiungere e mantenere per molti anni una grande popolarità presso il pubblico americano, grazie soprattutto al proprio spettacolo Jimmy Durante Show.

### Morte

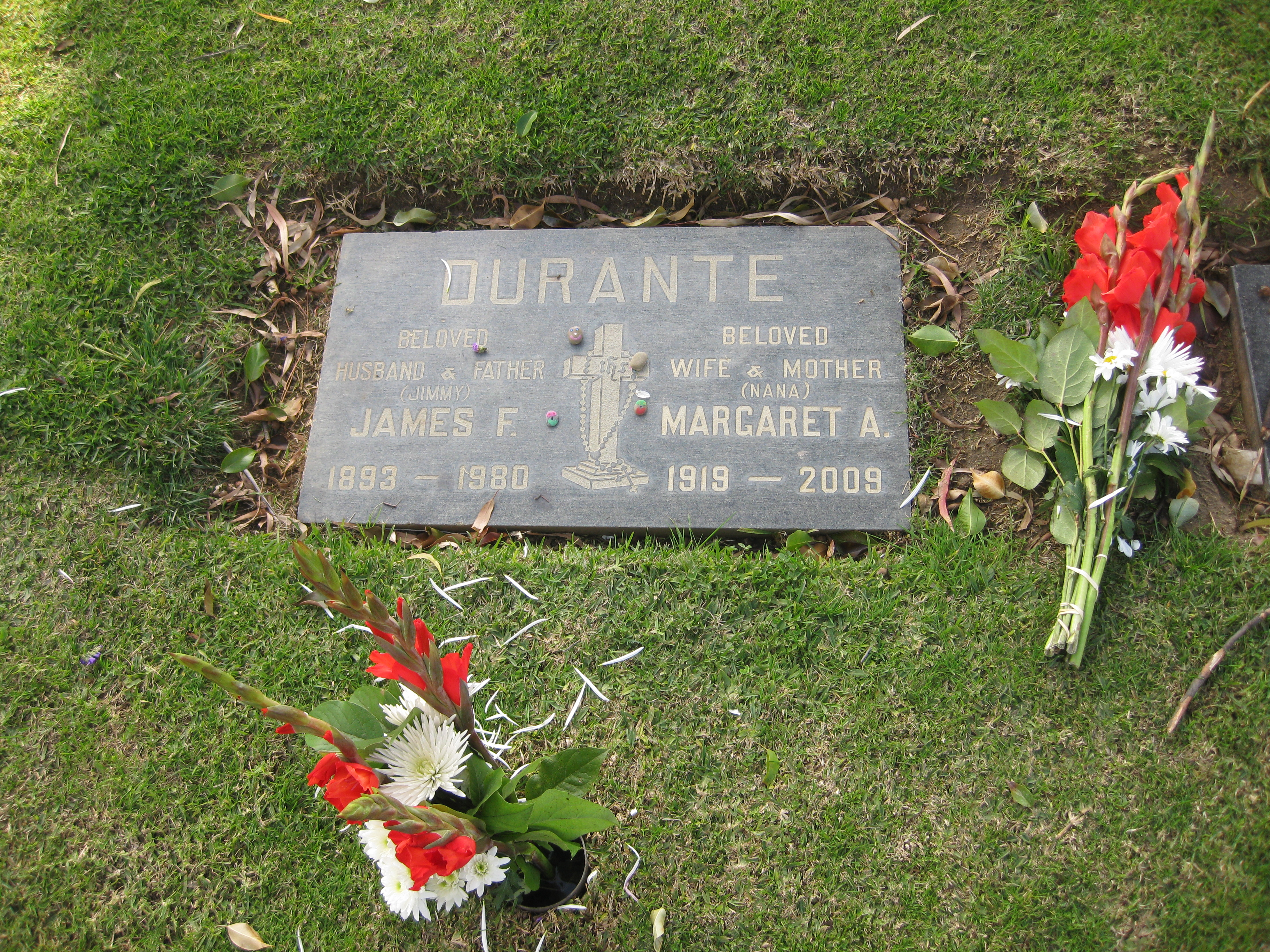
Tomba di Jimmy e Margaret Durante

Nel 1972 si ritirò dalle scene, costretto su una sedia a rotelle in seguito a un ictus. Morì di polmonite a Santa Monica, in California, il 29 gennaio 1980, a 86 anni. È sepolto al Holy Cross Cemetery di Culver City (California), accanto alla seconda moglie, Margaret Little (deceduta nel 2009).

## Filmografia
- Roadhouse Nights, regia di Hobart Henley (1930)
- Pericolosa avventura (New Adventures of Get Rich Quick Wallingford), regia di Sam Wood (1931)
- La rumba dell'amore (The Cuban Love Song), regia di W. S. Van Dyke (1931)
- The Christmas Party, regia di Charles Reisner (1931) (non accreditato)
- Chi la dura la vince (The Passionate Plumber), regia di Edward Sedgwick (1932)
- Il professore (Speak Easily), regia di Edward Sedgwick (1932)
- Gli arditi del mare (The Wet Parade), regia di Victor Fleming (1932)
- Blondie of the Follies, regia di Edmund Goulding (1932)
- The Phantom President, regia di Norman Taurog (1932)
- Le plombier amoureux, regia di Claude Autant-Lara e Edward Sedgwick (1932)
- Give a Man a Job (1932) (cortometraggio)
- Viva la birra (What! No Beer?), regia di Edward Sedgwick (1933)
- Hell Below, regia di Jack Conway (1933)
- Broadway to Hollywood, regia di Willard Mack (1933)
- Meet the Baron, regia di Walter Lang (1933)
- La grande festa (Hollywood Party), regia di Richard Boleslawski (1934)
- Palooka, regia di Benjamin Stoloff (1934)
- Il paradiso delle stelle (George White's Scandals), regia di Thornton Freeland e Harry Lachman (1934)
- Strictly Dynamite, regia di Elliott Nugent (1934)
- Student Tour, regia di Charles Reisner (1934)
- Carnival, regia di Walter Lang (1935)
- Lasciateci cantare (Land Without Music), regia di Walter Forde (1936)
- L'idolo di Broadway (Little Miss Broadway), regia di Irving Cummings (1938)
- Start Cheering, regia di Albert S. Rogell (1938)
- Sally, Irene and Mary, regia di William A. Seiter (1938)
- Eldorado (Melody Ranch), regia di Joseph Santley (1940)
- Benvenuti al reggimento! (You're in the Army Now), regia di Lewis Seiler (1941)
- Il signore resta a pranzo (The Man Who Came to Dinner), regia di William Keighley (1942)
- Marisa (Music for Millions), regia di Henry Koster (1944)
- Due ragazze e un marinaio (Two Girls and a Sailor), regia di Richard Thorpe (1944)
- Ziegfeld Follies, regia di Vincente Minnelli (1945)
- Due sorelle di Boston (Two Sisters from Boston), regia di Henry Koster (1946)
- Ti avrò per sempre (This Time for Keeps), regia di Richard Thorpe (1947)
- Accadde a Brooklyn (It Happened in Brooklyn), regia di Richard Whorf (1947)
- Su un'isola con te (On a Island with You), regia di Richard Thorpe (1948)
- Il lattaio bussa una volta (The Milkman), regia di Charles Barton (1950)
- The Great Rupert, regia di Irving Pichel (1950)
- Giacomo il bello (Beau James), regia Melville Shavelson (1957)
- Il giudizio universale, regia di Vittorio De Sica (1961)
- La ragazza più bella del mondo (Billy Rose's Jumbo), regia di Charles Walters (1962)
- Questo pazzo, pazzo, pazzo, pazzo mondo (It's a Mad Mad Mad Mad World), regia di Stanley Kramer (1963)
- Alice Through the Looking Glass, regia di Alan Handley (1966) (per la Tv)
- Fiocco Frosty il pupazzo di neve (Frosty the Snowman), regia di Jules Bass e Arthur Rankin Jr. (1969) (per la Tv) (voce)
- Howdy, regia di Seymour Berns (1970) (per la Tv)

## Doppiatori italiani
- Stefano Sibaldi in Due ragazze e un marinaio, Marisa, Su un'isola con te, Ti avrò per sempre, La ragazza più bella del mondo
- Lauro Gazzolo in Accadde a Brooklyn
- Amilcare Pettinelli in Giacomo il bello
- Giorgio Lopez in Il signore resta a pranzo (ridoppiaggio)

## Spettacoli teatrali
- Jimmy Deegan nella prima assoluta di The New Yorkers (Broadway, 8 dicembre 1930)
- Claudius B. Bowers nella prima assoluta di Jumbo di Richard Rodgers (Broadway, 16 novembre 1935)
- Policy Pinkle nella prima assoluta di Red, Hot and Blue di Cole Porter (New York, 29 ottobre 1936 con Ethel Merman e Bob Hope)
- Bill nella prima assoluta di Stars in Your Eyes di Arthur Schwartz (Majestic Theatre di Broadway, 9 febbraio 1939 con la Merman)